# 朱子清
朱子清（1900年—1989年），别名镜心，男，安徽桐城人，中国有机化学家、化学教育家，曾任兰州大学教授、博士生导师。